# Chianche
Chianche ist eine italienische Gemeinde mit 464 Einwohnern (Stand 31. Dezember 2023) in der Provinz Avellino in der Region Kampanien.

## Geografie
Die Nachbargemeinden sind Altavilla Irpina, Ceppaloni (BN), Petruro Irpino, San Nicola Manfredi (BN), Sant’Angelo a Cupolo (BN) und Torrioni. Die Ortsteile lauten Chianche Scalo, Chianchetelle und San Pietro Irpino.

## Infrastruktur

### Straße
- Autobahnausfahrt Avellino-ovest A16 Neapel–Canosa
- Via Appia
- Staatsstraße Salerno–Morcone

### Bahn
- Der nächste Bahnhof heißt Chianche-Ceppaloni an der Bahnstrecke Salerno–Avellino–Benevento.

### Flug
- Flughafen Neapel